# Бештау — Железноводск
Бештау — Железноводск — отменённый маршрут пригородных электропоездов Минераловодского региона Северо-Кавказской железной дороги от Бештау до Железноводска. Являлся «тупиковой ветвью» маршрута «Минеральные Воды — Кисловодск».

## История
История маршрута «Бештау — Железноводск» берёт своё начало в ноябре 1936 года. По сути, это первая электрифицированная линия СССР.
Долгое время рейс обслуживался электропоездами постоянного тока ЭР2-911 и ЭР2-912 с «аутентичным» интерьером. С 2000 года пассажирское движение отменялось на линии.
С мая 2006 года рейс обслуживался электропоездом переменного тока ЭР9ПК-237 с интерьером в стиле ЭД9М и ЭД9МК-0165. С 2007 года рейс обслуживался электропоездами ЭД9М.
В октябре 2008 года маршрут был закрыт. Периодически маршрут возобновлялся с 1 по 15 мая 2010 года и с 10 августа 2013 по 15 марта 2014 года.

## Подвижной состав
- ЭР2/ЭР2К (до 2006 года)
- ЭР9ПК (2006—2007)
- ЭД9М (2007—2008; 2010; 2013—2014)